# François Gonon
François Gonon, né le 23 avril 1979, est un orienteur français.
Entraineur de l'équipe nationale suisse de course d'orientation

## Biographie

### Course d'orientation
François Gonon remporte une médaille d'argent à Aichi en 2005 aux Championnats du monde de course d'orientation , dans l'épreuve de relais. Il fait de même en 2006 mais aux Championnats d'Europe à Otepää. 
Gonon décroche une médaille de bronze en longue distance aux Championnats du monde 2008 à Olomouc. 
Lors des championnats du monde en France, en 2011, Gonon avec l'équipe de France décroche l'or en relais, en individuel il termine 3e sur la longue distance.
Il met fin à sa carrière internationale.

### Trail et kilomètre verticaux
Le 26 juin 2015, François Gonon remporte le kilomètre vertical du mont Blanc pour sa 1re participation (3.8 km/1000D+). Il devient ainsi le champion d'Europe de kilomètre vertical 2015.
Il domine ses concurrents et termine dans un chrono de 34 min 07 s, battant de près de 10 secondes le record de Kilian Jornet, lui-même relégué à la 7e place dans cette confrontation.
Il est l'actuel détenteur du record de cette épreuve.
Il participe, le lendemain même, au cross du mont Blanc, arrivant à la deuxième place.
François Gonon participe aussi avec panache à la fameuse Sierre-Zinal  dans laquelle il finit 4e de l'épreuve et meilleur temps français jamais réalisé (2 h 34 min).
Il remporte le kilomètre vertical de Val d'Isère ; manche inscrite au championnat du monde , et ce, sans utiliser de bâtons.